# Pawnee (langue)
Cet article concerne la langue pawnee. Pour le peuple pawnee, voir Pawnees.
Le pawnee est une langue amérindienne de la famille des langues caddoanes du sous-groupe des langues caddoanes du Nord.
Originellement une langue du Nebraska, le pawnee est parlé dans la région de la ville de Pawnee, en Oklahoma depuis le déplacement forcé de la tribu. La langue est quasiment éteinte. En 1997, il ne restait qu'une vingtaine de locuteurs, tous âgés.

## Phonologie

### Consonnes
|              | Bilabiale | Dentale | Vélaire | Glottale |
| ------------ | --------- | ------- | ------- | -------- |
| Occlusive    | p [p]     | t [t]   | k [k]   | ʾ [ʔ]    |
| Fricative    |           | s [s]   |         | h [h]    |
| Affriquée    |           | c [ts]  |         |          |
| Liquide      |           | r [r]   |         |          |
| Semi-voyelle | w [w]     |         |         |          |

## Dans la culture

### Cinéma
Dans le film The Revenant (2015), le protagoniste Hugh Glass s'exprime régulièrement en langue pawnee avec son fils métis et un autre amérindien, Hikuc, qui vient l'aider lors de son périple.